# Стратосферный дирижабль

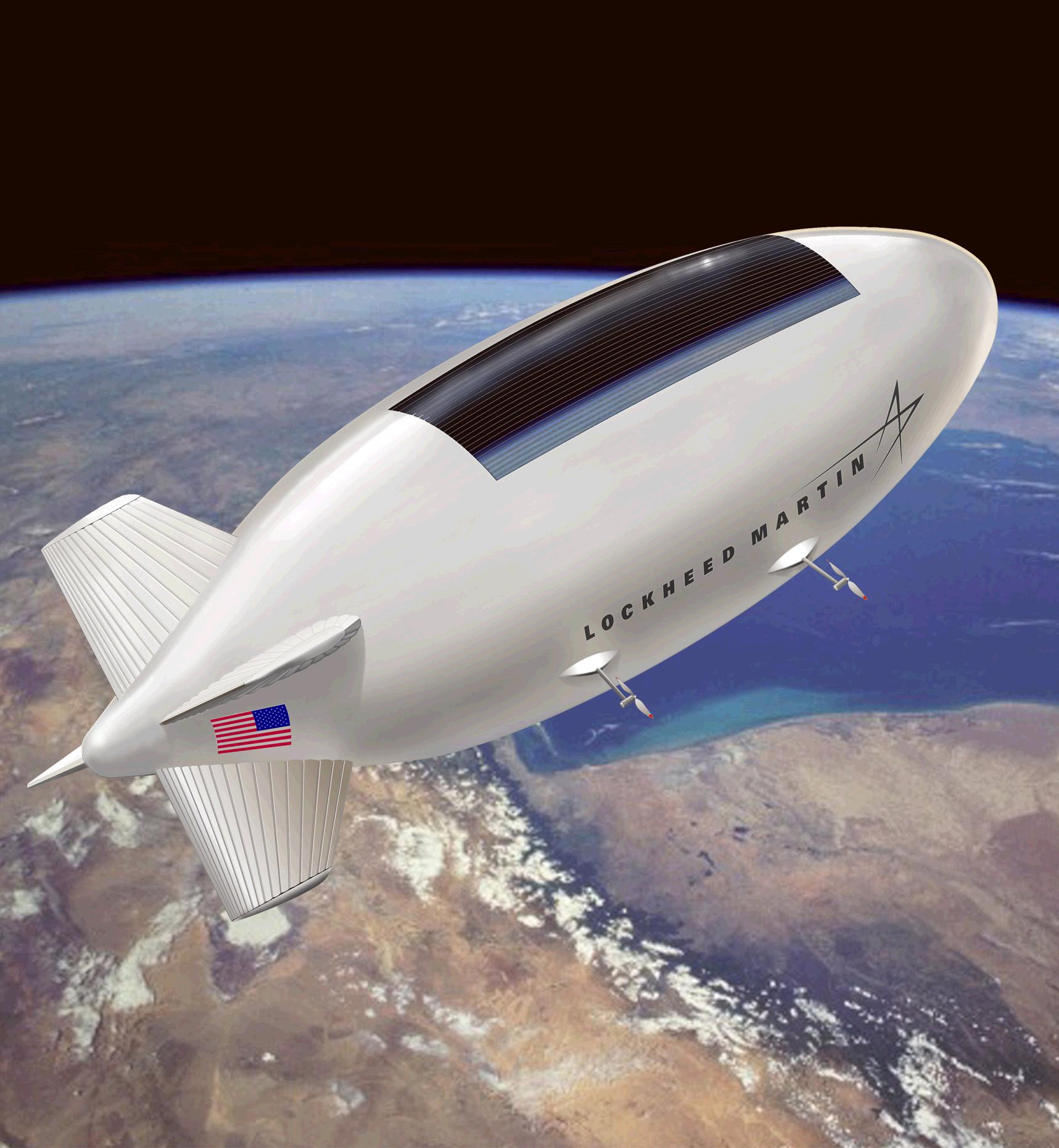
Американский проект стратосферного дирижабля.

Стратосферные дирижабли (стратодирижабли или «стрателлиты») — проектируемые дирижабли, которые должны действовать в самых верхних слоях атмосферы, практически на нижней границе космоса.

## Описание
Для связи со стратодирижаблем, починки, дозаправки или модернизации оборудования без посадки того на землю предполагается использовать беспилотные самолёты. Преимуществом именно стратосферных дирижаблей над самолётами, которые могут исполнять схожие функции, является тот факт, что стратосфера ещё не освоена коммерческими самолётами, и поэтому нет проблем с регулировкой движения летательных аппаратов на этих высотах. По сравнению же со спутниками связи стратодирижабли имеют преимущество по стоимости запуска и обслуживания, кроме того они не захламляют орбиту после списания. К тому же на высоте порядка 20 км радиогоризонт составляет около 750 км, и это позволяет поддерживать на этом расстоянии устойчивую связь, что вполне сопоставимо со спутниковой связью.

## Разработка
Разработка дирижаблей Пентагоном ведётся по двум направлениям. С одной стороны, создаются небольшие дешёвые аэростаты и дирижабли тактического назначения, с другой стороны — ведутся работы по проектированию стратосферных дирижаблей стратегического назначения. В военных кругах Соединённых Штатов Америки большое внимание уделяют освоению слоёв стратосферы выше 20 км, часто называемых «предкосмосом» (англ. «near space»). Предполагается, что беспилотные дирижабли и самолёты на солнечной энергии (наподобие NASA Pathfinder) смогут длительное время находиться на высоте порядка 30 км и обеспечивать наблюдением и связью очень большие территории, оставаясь при этом малоуязвимыми для средств ПВО; такие аппараты будут во много раз дешевле спутников.

## Полёты
Полёты в стратосферу начались в 1930-х годах. Широко известен полёт на первом стратостате (FNRS-1), который совершили Огюст Пикар и Пауль Кипфер 27 мая 1931 г. на высоту 16,2 км. Современные боевые и коммерческие сверхзвуковые самолёты летают в стратосфере на высотах в основном до 20 км (хотя динамический потолок может быть значительно выше). Высотные метеозонды поднимаются до 40 км; рекорд для беспилотного аэростата составляет 51,8 км.
В 2005 году Пентагон объявил о разработке программы строительства военных аэростатов и дирижаблей, которые будут действовать в самых верхних слоях атмосферы, практически на нижней границе космоса. Эти аэростаты будут поддерживать связь, осуществлять разведку из стратосферы, в которой не могут летать самолёты.
В 2005 Агентство передовых оборонных исследовательских проектов Пентагона (DARPA) также по заказу ВВС США провели изыскания в области разработки разведывательного аэростата, способного действовать на верхней границе стратосферы, то есть на высоте порядка 80 км. Фактически это будет суборбитальный аппарат.